# 陳治本
陳治本（？—？），字簾岳（或濂江），浙江绍兴府餘姚縣人，明朝政治人物。

## 生平
萬曆十三年（1585年）乙酉科浙江鄉試舉人。萬曆二十年（1592年），登壬辰科第三甲第一百九名進士，禮部觀政，十月授南直隸鹽城縣知縣，二十六年升南京禮部主事，升郎中，三十二年升福建按察司僉事，三十四年仕至福建參政，三十七年降用。

## 家族
曾祖陳文蜚，贈南京詹事府主簿；祖父陳孟愷，南京詹事府主簿；父陳三省，蘇州府同知。弟陳治則，同科進士。